# Bjelokrili burnjak
Bjelokrili burnjak (lat. Thalassoica antarctica) jedina je vrsta roda Thalassoica iz porodice zovoja. Živi u južnom oceanu i na antarktičkim otocima. Hrani se krilom, ribom i manjim lignjama. Smećkaste je boje. Kljun joj je crn. Rep je bijel, a ima crne pjege. Ima raspon krila 100-110 cm, a teška je oko 675 grama. Duga je 40-45 cm. Populacija ove ptice varira između 10 000 000 i 20 000 000 odraslih jedinki.

## Razmnožavanje
Ove ptice se gnijezde u kolonijama u listopadu i studenom. Kolonije se sastoje s više od 200 000 parova. Postavljaju jedno bijelo jaje iz kojeg se izlegne ptić za 45-48 dana. Prijetnja su im grabežljivi galebovi. Šanse za uspjeh gniježdenja su 70-90%.

## Vanjske poveznice
- Slike